# Campeonato Mundial de Taekwondo de 1975
O Campeonato Mundial de Taekwondo de 1975 foi a 2ª edição do evento, organizado pela Federação Mundial de Taekwondo (WTF) entre 28 de agosto a 31 de agosto de 1975. A competição foi realizada na Arena Jangchung, em Seul, Coreia do Sul. 

## Resultados
Os resultados foram os seguintes. 
Masculino
| Evento        | Ouro                          | Prata                                  | Bronze                               |
| Até 48 kg     | Coreia do Sul Hwang Soo-yong  | México · Jaime de Pablos               | Taiwan · Liu Ching-wen               |
| Até 48 kg     | Coreia do Sul Hwang Soo-yong  | México · Jaime de Pablos               | Japão · Hideshi Yamane               |
| Até 53 kg     | Coreia do Sul Han You-keun    | Taiwan · Liu Chin-chien                | Filipinas · Jaime Martin             |
| Até 53 kg     | Coreia do Sul Han You-keun    | Taiwan · Liu Chin-chien                | México · Moritz Von Nacher           |
| Até 58 kg     | Coreia do Sul Son Tae-hwan    | México · Ramiro Guzmán                 | Estados Unidos · Dennis Robinson     |
| Até 58 kg     | Coreia do Sul Son Tae-hwan    | México · Ramiro Guzmán                 | Alemanha Ocidental · Hubert Leuchter |
| Até 63 kg     | Coreia do Sul Lee Gyeo-sung   | Alemanha Ocidental · Wolfgang Dahmen   | Austrália · Martin Hall              |
| Até 63 kg     | Coreia do Sul Lee Gyeo-sung   | Alemanha Ocidental · Wolfgang Dahmen   | Irão Hossein Rabizadeh               |
| Até 68 kg     | Coreia do Sul Yoo Yong-hap    | Austrália · Michael Adey               | Taiwan · Wang Tieh-cheng             |
| Até 68 kg     | Coreia do Sul Yoo Yong-hap    | Austrália · Michael Adey               | Costa do Marfim · Emmanuel Paman     |
| Até 73 kg     | Coreia do Sul Hur Song        | Taiwan · Liang Ping-hui                | Uganda · A. F. Odut                  |
| Até 73 kg     | Coreia do Sul Hur Song        | Taiwan · Liang Ping-hui                | Costa do Marfim · Théophile Dossou   |
| Até 80 kg     | Coreia do Sul Yang Young-kwon | Guam · Steve Pound                     | Costa Rica · Alejandro Chacón        |
| Até 80 kg     | Coreia do Sul Yang Young-kwon | Guam · Steve Pound                     | Taiwan · Chang Hsiang-hsing          |
| Mais de 80 kg | Coreia do Sul Choi Jeong-do   | Alemanha Ocidental · Meinolf Lüttecken | Taiwan · Lin Ying-peng               |
| Mais de 80 kg | Coreia do Sul Choi Jeong-do   | Alemanha Ocidental · Meinolf Lüttecken | Austrália · Carl Pluckham            |

## Quadro de medalhas
O quadro de medalhas foi publicado. 
| Ordem | País               | Medalha de ouro | Medalha de prata | Medalha de bronze | Total |
| ----- | ------------------ | --------------- | ---------------- | ----------------- | ----- |
| 1     | Coreia do Sul      | 8               | 0                | 0                 | 8     |
| 2     | Taiwan             | 0               | 2                | 4                 | 6     |
| 3     | México             | 0               | 2                | 1                 | 3     |
| 3     | Alemanha Ocidental | 0               | 2                | 1                 | 3     |
| 5     | Austrália          | 0               | 1                | 2                 | 3     |
| 6     | Guam               | 0               | 1                | 0                 | 1     |
| 7     | Costa do Marfim    | 0               | 0                | 2                 | 2     |
| 8     | Costa Rica         | 0               | 0                | 1                 | 1     |
| 8     | Irão               | 0               | 0                | 1                 | 1     |
| 8     | Japão              | 0               | 0                | 1                 | 1     |
| 8     | Filipinas          | 0               | 0                | 1                 | 1     |
| 8     | Uganda             | 0               | 0                | 1                 | 1     |
| 8     | Estados Unidos     | 0               | 0                | 1                 | 1     |
| Total | Total              | 8               | 8                | 16                | 32    |